# ادیس زمن
ادیس زمن (به لاتین: Addis Zemen) در اتیوپی است که در Debub Gondar Zone واقع شده‌است.

## خصوصیات
ادیس زمن ۲۴٬۸۴۹ نفر جمعیت دارد و ۱٬۹۷۵ متر بالاتر از سطح دریا واقع شده‌است.